# Cyrtandra labiosa
Cyrtandra labiosa är en tvåhjärtbladig växtart som beskrevs av Asa Gray. Cyrtandra labiosa ingår i släktet Cyrtandra och familjen Gesneriaceae. Inga underarter finns listade i Catalogue of Life.